# Loango (république du Congo)
Loango (s’écrit également Luango, Lwango, Luangu, Lwangu, Luaangu, Luaango, Lwaango ou Lwaangu) est une localité de la république du Congo, chef-lieu du district de Loango, préfecture du département du Kouilou et ancienne capitale du royaume de Loango. Situé sur la côte de l'océan Atlantique, Loango comptait 21 016 habitants en 2023, date du dernier recensement officiel du pays.

## Histoire
La ville de Loango était la capitale du royaume de Loango, qui fut un État d’Afrique centrale avant et pendant la colonisation. Loango est aussi le centre de la culture des Vili qui sont établis au sud-ouest du Gabon, en république du Congo et en république démocratique du Congo.
Le port et la région du Kouilou passent sous souveraineté française après le 12 mars 1883 avec la signature du traité de protectorat entre l'administration coloniale française et le roi, Mani Makosso Tchicousso. La ville est à partir de 1885, le point de départ de la piste des caravanes, voie de pénétration vers l'intérieur du continent, elle relie la côte atlantique à Brazzaville à travers le massif du Mayombé puis la plaine du Niari. En 1906, la mission Bel (du nom de son chef Jean-Marc Bel) passe par Loango.

### Mission catholique
Plusieurs raisons poussent les missionnaires à fonder la mission de Loango. D'abord, le Mä Loango et ses administrés qui demandaient, depuis 1876, aux missionnaires de s'établir chez eux. Ensuite, Pierre Savorgnan de Brazza considérait Loango comme le point de départ de ses explorations vers le haut Congo. En effet, les navires français y trouvaient un excellent mouillage et une rade toujours tranquille.
En octobre 1882, le père Hippolyte Carrie se rend à Loango et fait l'acquisition d'un vaste terrain d'une centaine d'hectares.
Le contrat signé le 11 octobre 1882 avec les chefs du pays stipule:
"Sa majesté Manimacosso Chicoussou et les chefs susdits cèdent en toute propriété au dit R.P. Carrie qui accepte, un terrain de la contenance de 100 hectares environ, situé au Loango et limité comme il suit : au nord, par la baie de Loango ; à l'est, par la vallée Loubenda qui, dans son entier fait partie de la propriété cédée à la mission catholique ; à l'ouest, par la petite rivière Matali ; au sud par des limites posées d'un commun accord par les parties contractantes. Cette cession de terrain est faite au R.P. Carrie moyennant la somme de 50 pièces ou cortades et un baril de tafia (rhum industriel) de 25 gallons, somme qui sera payée une fois pour toutes. En outre, la mission payera annuellement, à titre d'impôt : 1° ) au roi, deux gallons de tafia par mois ; 2° ) au Mamboma de Loubou, un gallon de tafia par mois. A ces conditions, la mission sera libre de toute autre redevance ou coutumes, de toutes visites onéreuses de la part des chefs du pays, et sera protégée et défendue dans ses droits de propriété par lesdits chefs, toutes les fois que besoin en sera".
Les signataires sont :
- sa majesté Manimacosso, roi de Loango,
- Pedro Gimbel Pangou, fils du roi et chef du village Martinique,
- Mamboma Bitoumbou, capitaine mor,
- Mamboma Mavinga de Loubou,

d'une part ;
- révérend père Hippolyte Carrie, supérieur de la mission de Lãndana et vice-préfet apostolique du Congo

d'autre part.
Le 25 août 1883, Mgr Hypolite Carrie fonde la mission Sacré-Cœur de Jésus, un mois avant de fonder celle de Saint-Joseph de Linzolo (22 septembre 1883). C'est donc la première église catholique de la république du Congo.

## Musée de Diosso
Érigé à 1 km de la voie principale de Loango, au centre d’un terrain verdoyant planté de palmiers et de cocotiers, cet ancien palais royal qu’habitait Mâ Loango Moe Poaty III, roi du royaume de Loango qui régna de 1931 jusqu’au 3 mai 1975. L'histoire du Gabon, avant le XVe siècle, restait "terra incognita". Cependant les vestiges préhistoriques, trouvés sur le site du Cap Lopez, attestent d'une occupation très ancienne. Le sud et la région côtière appartenaient au royaume de Loango.

## Port maritime de Pointe-Noire
Port maritime de Pointe-Noire, en eau profonde. Pointe-Noire est avant tout la capitale économique de la république du Congo. Les activités pétrolières et para-pétrolières sont dominantes.

## Galerie

Habitations et hommes - Loango d'autrefois
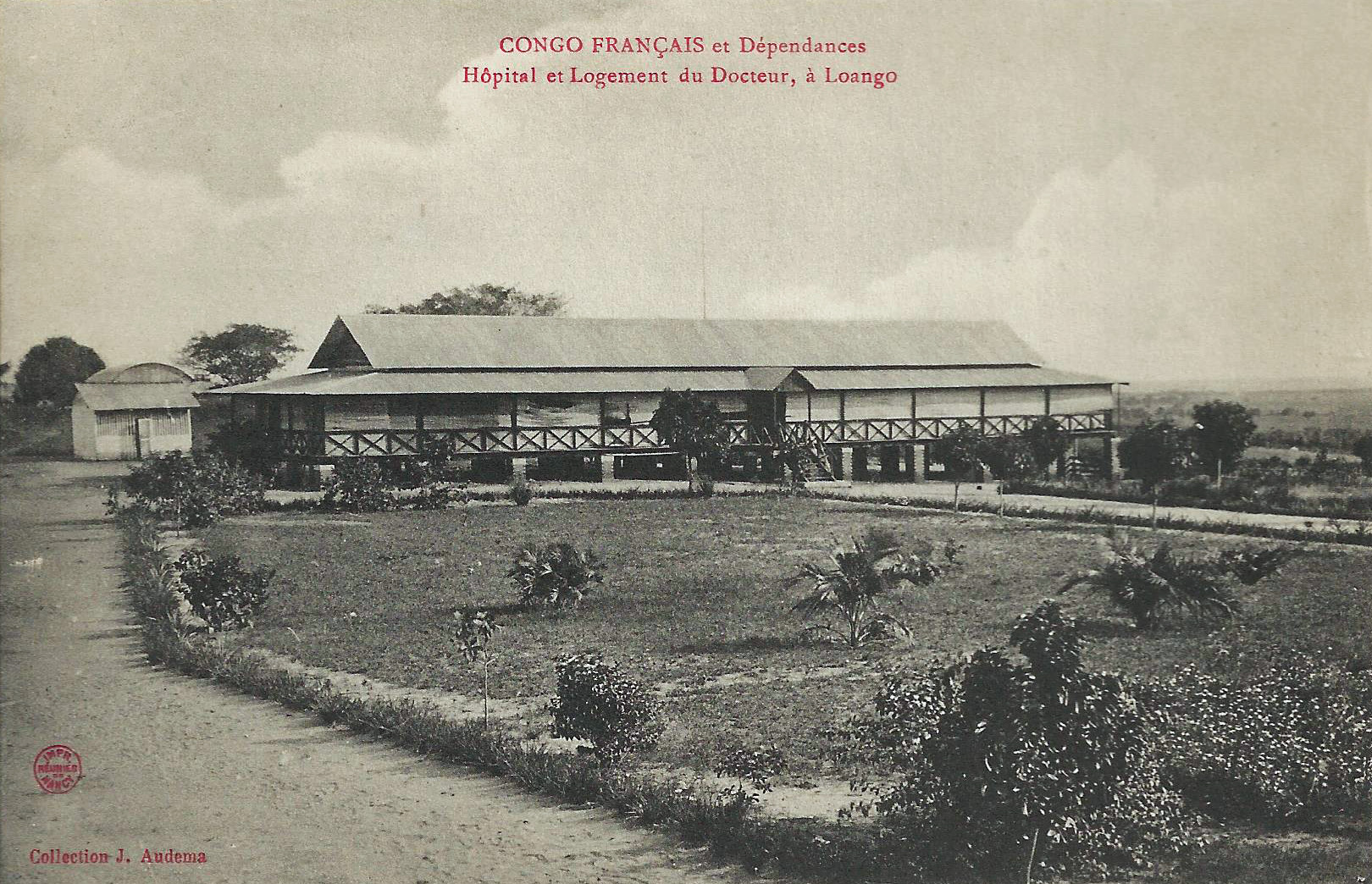
Hôpital et logement du docteur à Loango (Congo Français et Dépendances) - Vers 1896-1910.
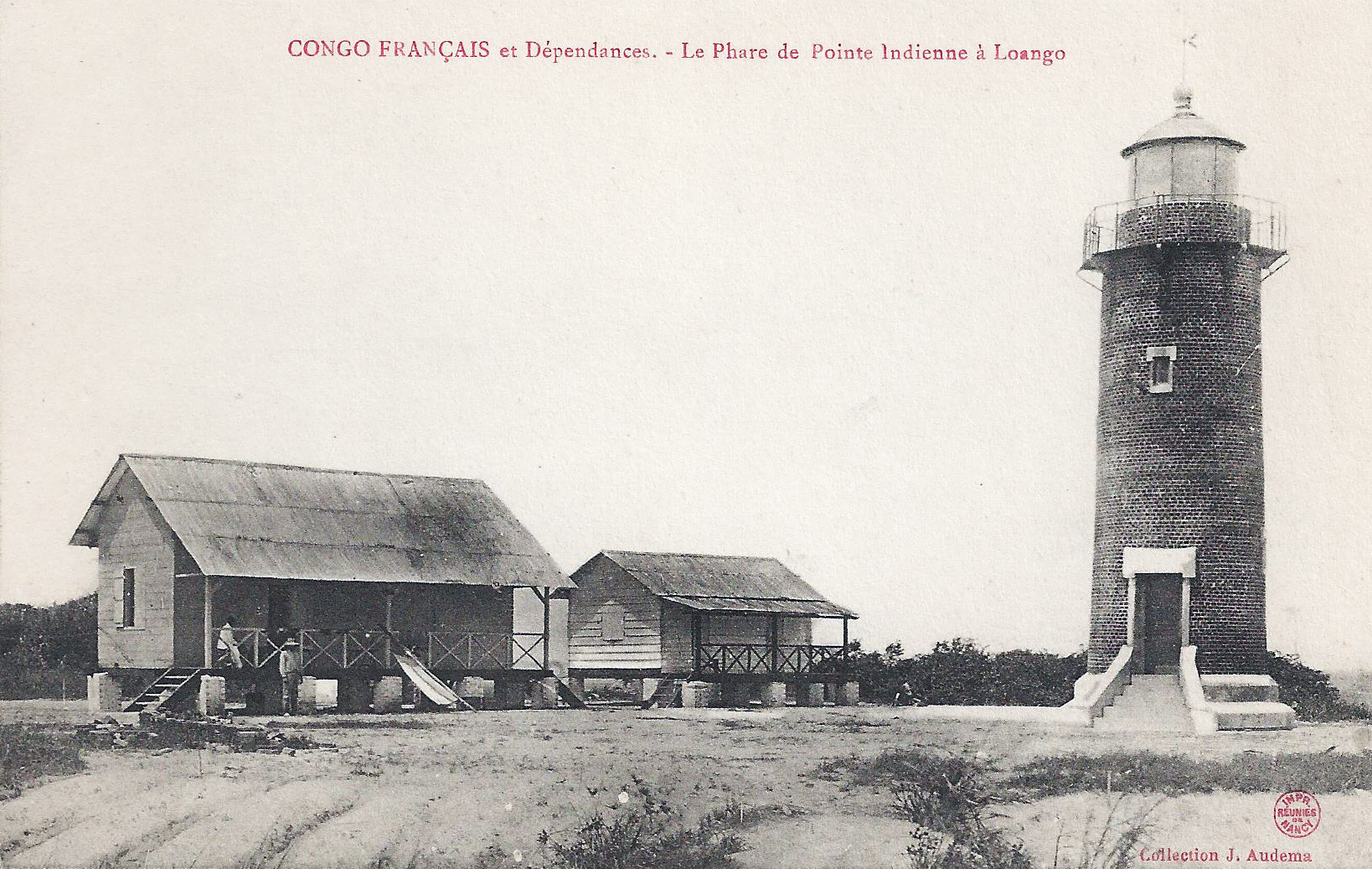
Le phare de la Pointe Indienne à Loango - Vers 1900.
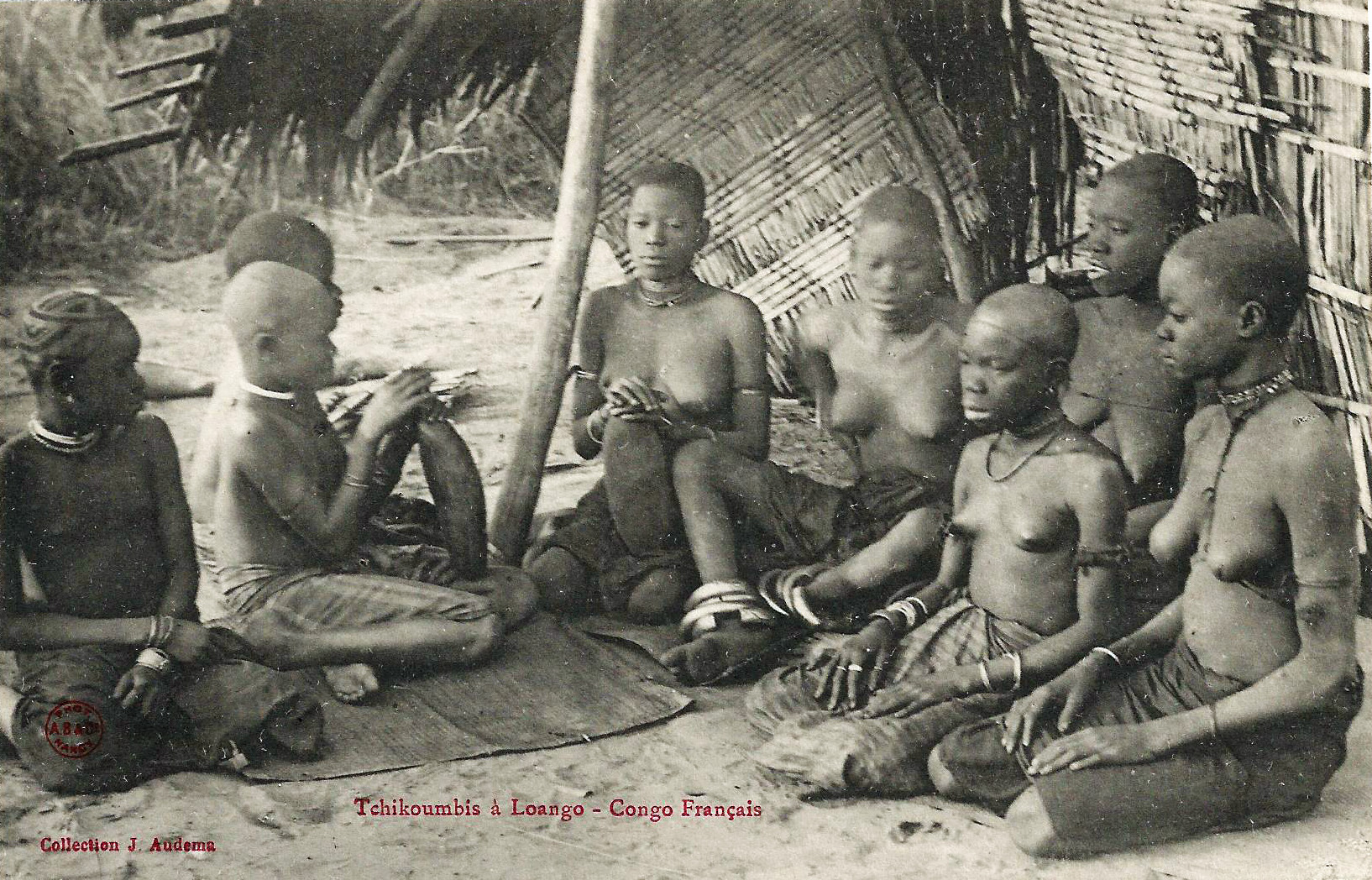
Tchikoumbis à Loango-Congo Français.
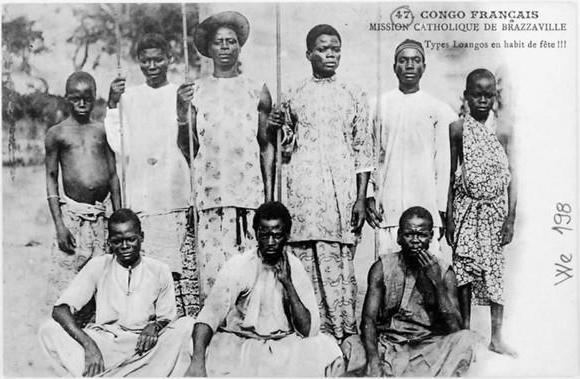
Type Loango en habits de fêtes.
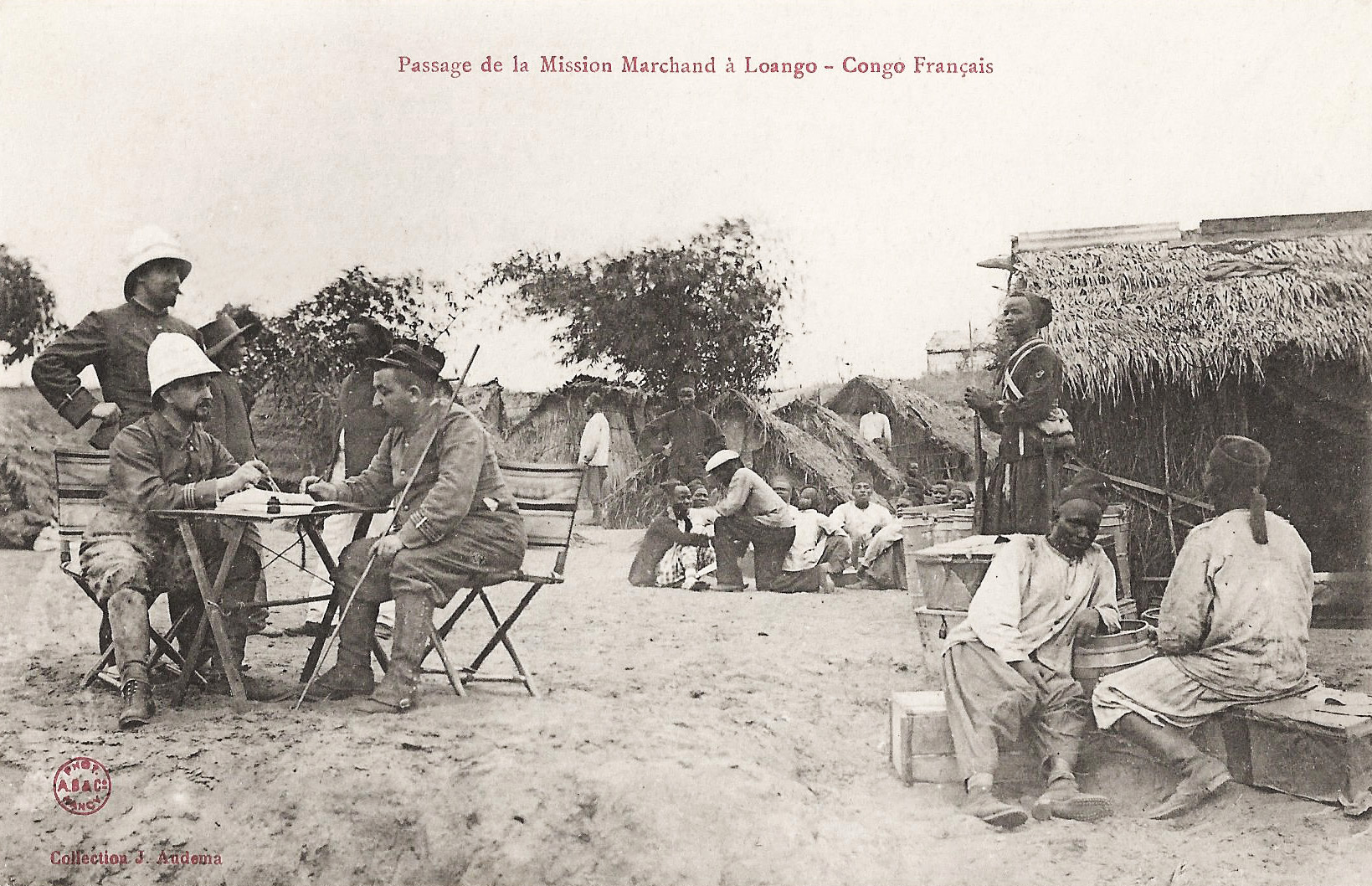
Passage de la Mission Marchand à Loango (Congo Français).
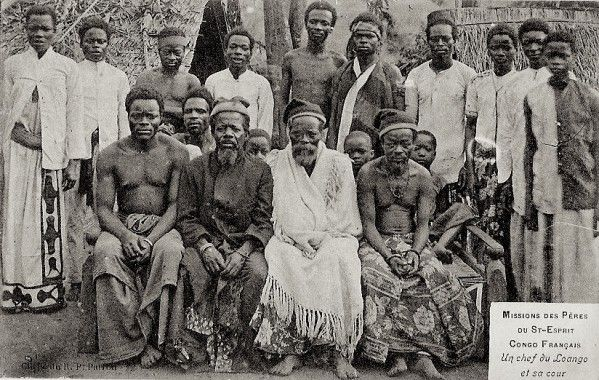
Un chef de Loango et sa cour.
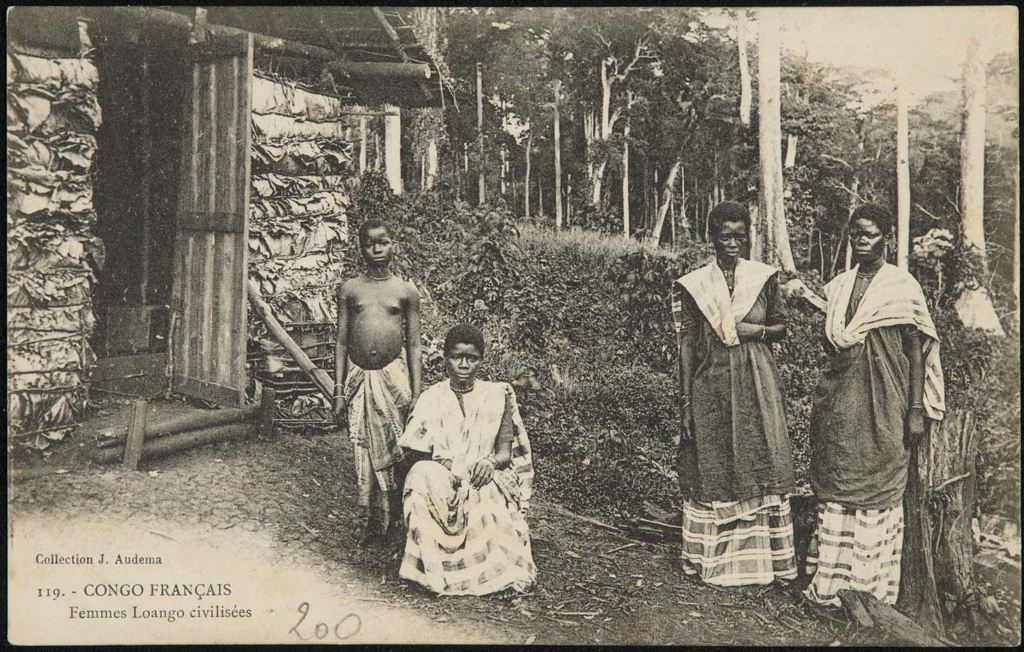
Congo français. Femmes Loango civilisées (vers 1905).

Loango - La mission catholique en 1910
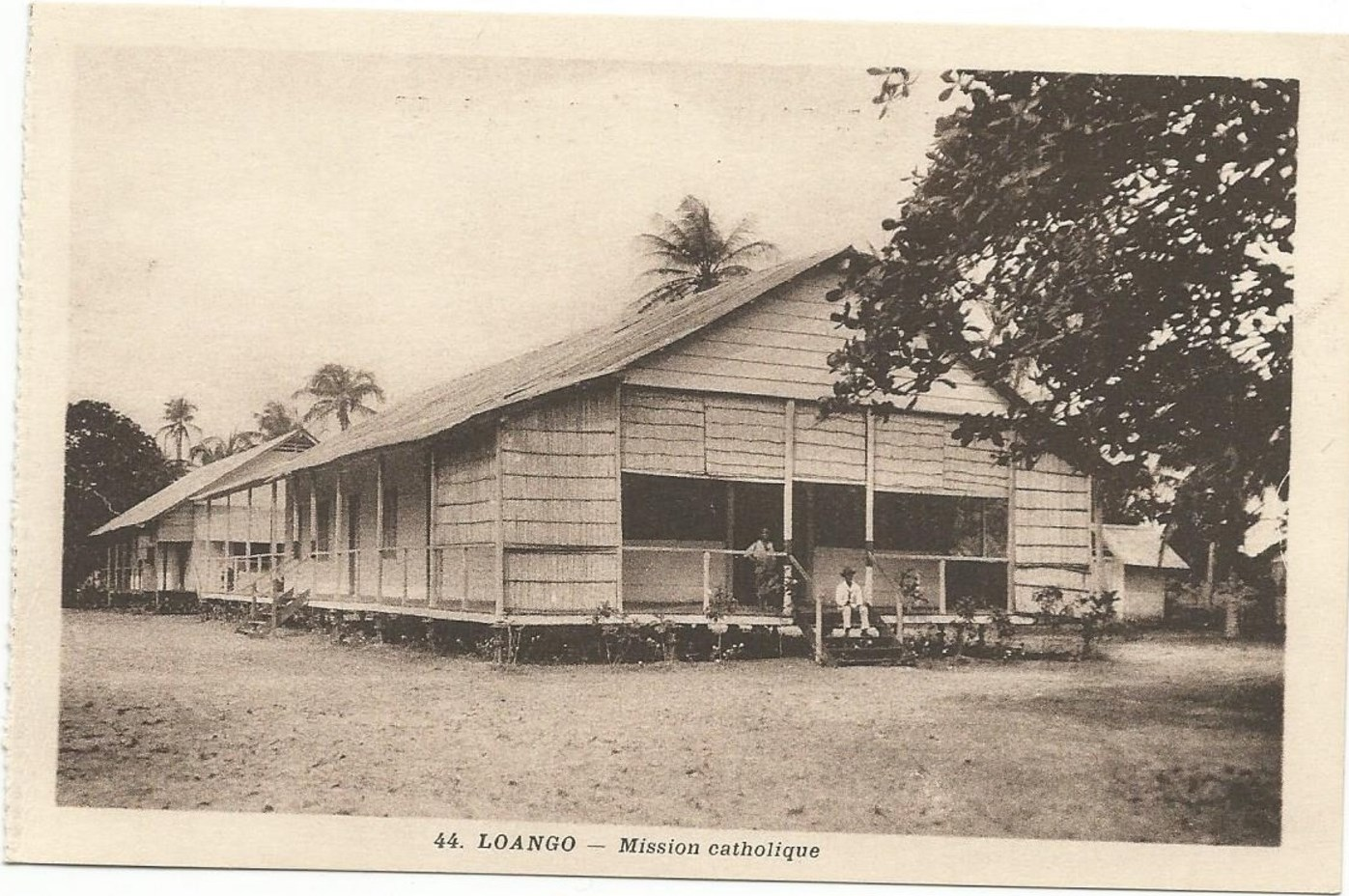
Mission catholique de Loango.
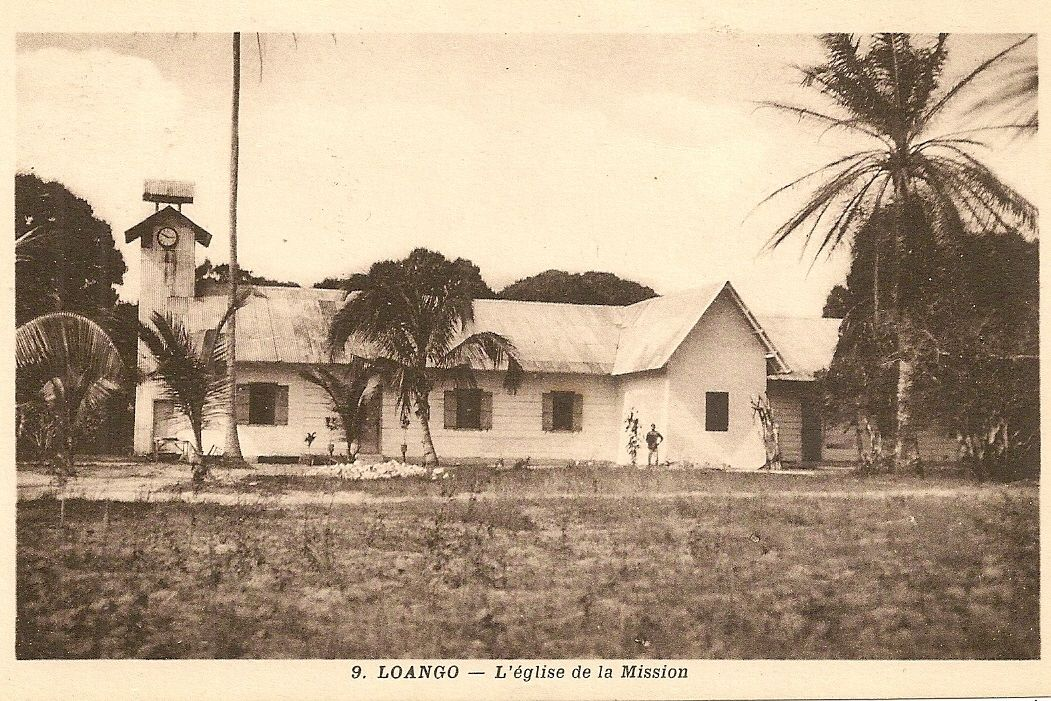
Loango - L'église de la mission.
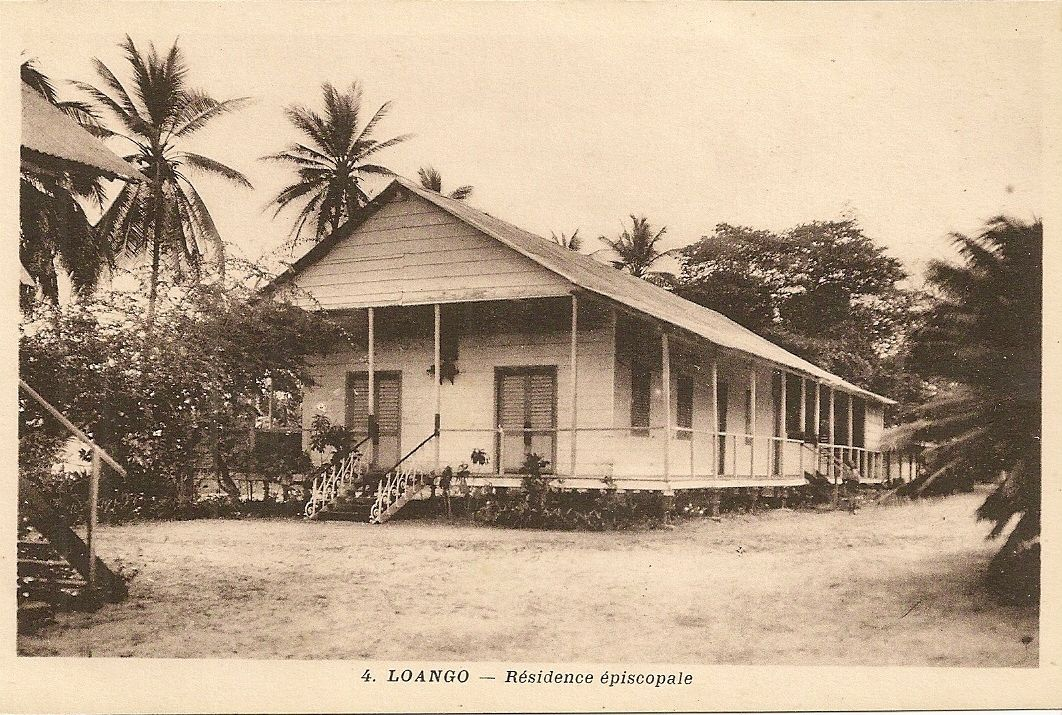
Mission catholique de Loango - Résidence épiscoplae.
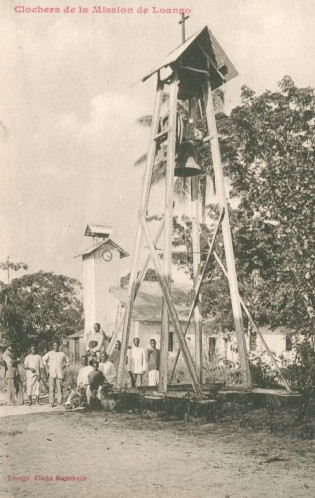
Mission de Loango - Clochers.
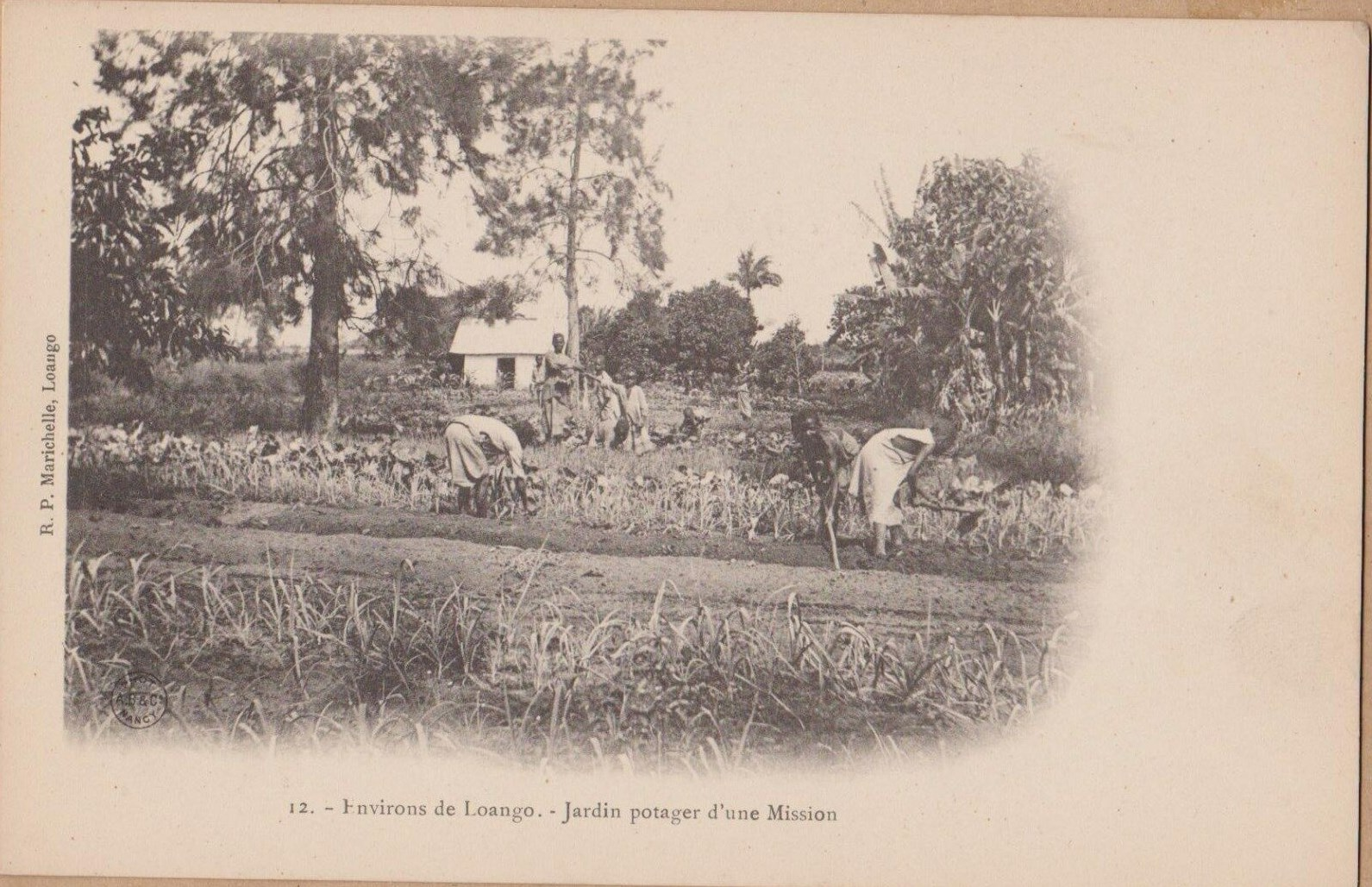
Mission catholique de Loango - Le jardin potager.
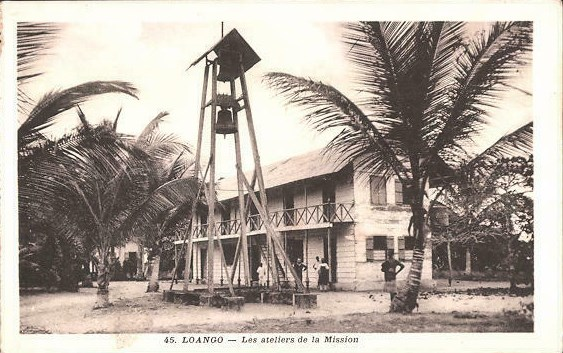
Mission catholique de Loango - Les ateliers.
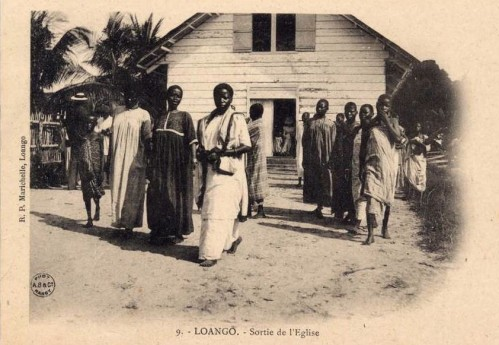
Mission catholique de Loango - Sortie d'église en 1910.